# Uvjeća
Uvjeća (cyr. Увјећа) – wieś w Bośni i Hercegowinie, w Republice Serbskiej, w mieście Trebinje. W 2013 roku liczyła 2 mieszkańców.